# 16비트 컴퓨팅
컴퓨터 구조에서 16비트 정수, 메모리 주소, 다른 데이터 장치들은 16 비트 너비의 영역을 갖는다. 또, 16비트 CPU, ALU 구조는 이러한 크기의 레지스터, 주소 버스, 데이터 버스에 기반을 두고 있다.
16비트는 또한 중앙 처리 장치의 버스(BUS)가 16비트 단위로 자료를 전송하는 컴퓨터 세대를 가리키기도 하며 이를 16비트 컴퓨터라고도 부른다.

## 16 비트 구조
잘 알려져 있는 16비트 프로세서로는 PDP-11, 인텔 8086, 인텔 80286, WDC 65C816가 있다. 인텔 8088은 인텔 8086과 프로그램이 호환되며, 외부 버스가 8비트이지만 16비트 롱, 산술 명령어를 처리할 수 있었다.
16비트 정수는 216 (또는 65536)의 고윳값을 저장할 수 있다. unsigned의 경우 이 값은 0부터 65535까지의 정수이다. 2의 보수를 사용하면 -32768부터 32767까지의 값을 사용할 수 있다. 그러므로 16비트 메모리 주소를 갖춘 프로세서는 바이트 어드레싱을 할 수 있는 64 KiB의 메모리에 접근할 수 있다.
16비트 프로세서는 거의 완전히 개인용 컴퓨터 산업에 들어왔지만 다양한 임베디드 응용으로 남아 있다. 이를테면 16비트 XAP 프로세서는 수많은 ASIC에 쓰인다.

#### 16/32비트 모토로라 68000
모토로라 68000은 이따금씩 16비트라고 부르기도 한다. 왜냐하면 이 데이터 버스가 16비트가 되기 때문이다. 그러나 일반 목적의 레지스터는 32비트로 처리하므로 68000 소프트웨어는 자연스럽게 32비트를 지원하며 다른 32비트 프로세서와 상위 호환된다. 세가 메가 드라이브/제네시스의 68000 프로세서는 비디오 게임 시스템에서 매우 많이 광고된 기능이었다. 이러한 광고 덕에 1988-1995 세대의 비디오 게임기는 16비트 세대라 불리기도 했다.